# Cities XXL
| Агрегатор    | Оцінка |
| ------------ | ------ |
| GameRankings | 44%    |
| Metacritic   | 47/100 |

Cities XXL — відеогра жанру симулятора містобудування, розроблена Focus Home Interactive, що є продовженням гри Cities XL. Була випущена у всьому світі через сервіс Steam 5 лютого 2015 року. Гра дозволяє гравцям проектувати, будувати міста і керувати їх життям. Гра була зустрінута в основному негативними відгуками, посилаючись на відсутність нових можливостей і все ще наявні проблеми продуктивності.

## Ігровий процес
Гравець виступає в ролі мера міста, якому належить забудувати територію та поєднати її з зовнішнім світом. Гра починається з побудови ратуші, центру постачання і декількох будинків, де проживають робітники. З їх допомогою створюються початкові споруди, робітники забезпечують діяльність фабрик і заводів. Для діяльності офісів необхідні фахівці, котрі наймаються окремо. У грі передбачено зонування міста на житлові, виробничі, розважальні квартали, де зони поєднуються дорогами та транспортними розв'язками. Ділянки території можуть відрізнятися рельєфом, що полегшує чи ускладнює забудову, і типом ресурсів, наприклад родючим ґрунтом чи родовищами нафти. Торгівля дозволяє продавати надлишки ресурсів і вироблених у місті товарів, купуючи ті, яких недостатньо. У грі дається можливість подивитися на місто з будь-якого ракурсу: від погляду з висоти пташиного польоту і закінчуючи видом на вулицях.